# Nerkin Sasunashen
Nerkin Sasunashen, Nerkin Sasnashen ou Nerqin Sasnashen (en arménien Ներքին Սասունաշեն ; anciennement Gharagonmaz) est une communauté rurale du marz d'Aragatsotn, en Arménie. Elle compte 1 034 habitants en 2009.